# Site archéologique de Windover
Le site archéologique de Windover est un site archéologique de la période archaique (6000 à 5000 av. J.-C.) et un monument historique national situé dans le comté de Brevard, près de Titusville, en Floride, aux États-Unis, sur la côte est centrale de l’État. Windover est un étang de boue où des restes squelettiques de 168 individus sont retrouvés enfouis dans la tourbe au fond de l'étang. Les squelettes sont bien préservés en raison des caractéristiques de la tourbe. De plus, un tissu cérébral remarquablement bien préservé est retrouvé dans de nombreux crânes du site. L'ADN du tissu cérébral est séquencé. La collection de restes de squelettes humains et d'objets récupérés dans le bassin Windover représente l'une des plus grandes découvertes de chaque type de la période archaïque. Il est considéré comme l'un des sites archéologiques les plus importants jamais découverts.
Le site de fouilles Windover est un petit étang d’environ 25 acres (1 000 mètres carrés) dans une zone qui retient l'eau de façon continue depuis un moment entre 9000 et 8000 av. J.-C. C’est à côté de la crête côtière de l’Atlantique à environ 5 milles (8 km) de Cap Canaveral. Comme le niveau de la mer est considérablement plus bas il y a 7 000 à 8 000 ans qu'aujourd'hui, l'étang est à l'origine situé au-dessus de la nappe phréatique et n'est rempli que par les précipitations et le ruissellement des terres environnantes. À cette époque, l'étang a une couche relativement mince de tourbe sous une fine couche d'eau. La hausse subséquente du niveau de la mer a élevé la nappe phréatique locale et, plus récemment, l’étang a été alimenté par les eaux souterraines et les précipitations. En 1984, l’étang est recouvert d’une épaisse couche de tourbe, avec cinq couches décrites par les archéologues qui l’ont fouillé. La tourbe au centre de l’étang est recouverte de 6 pieds (2 m) d'eau.

## Discovery and excavation

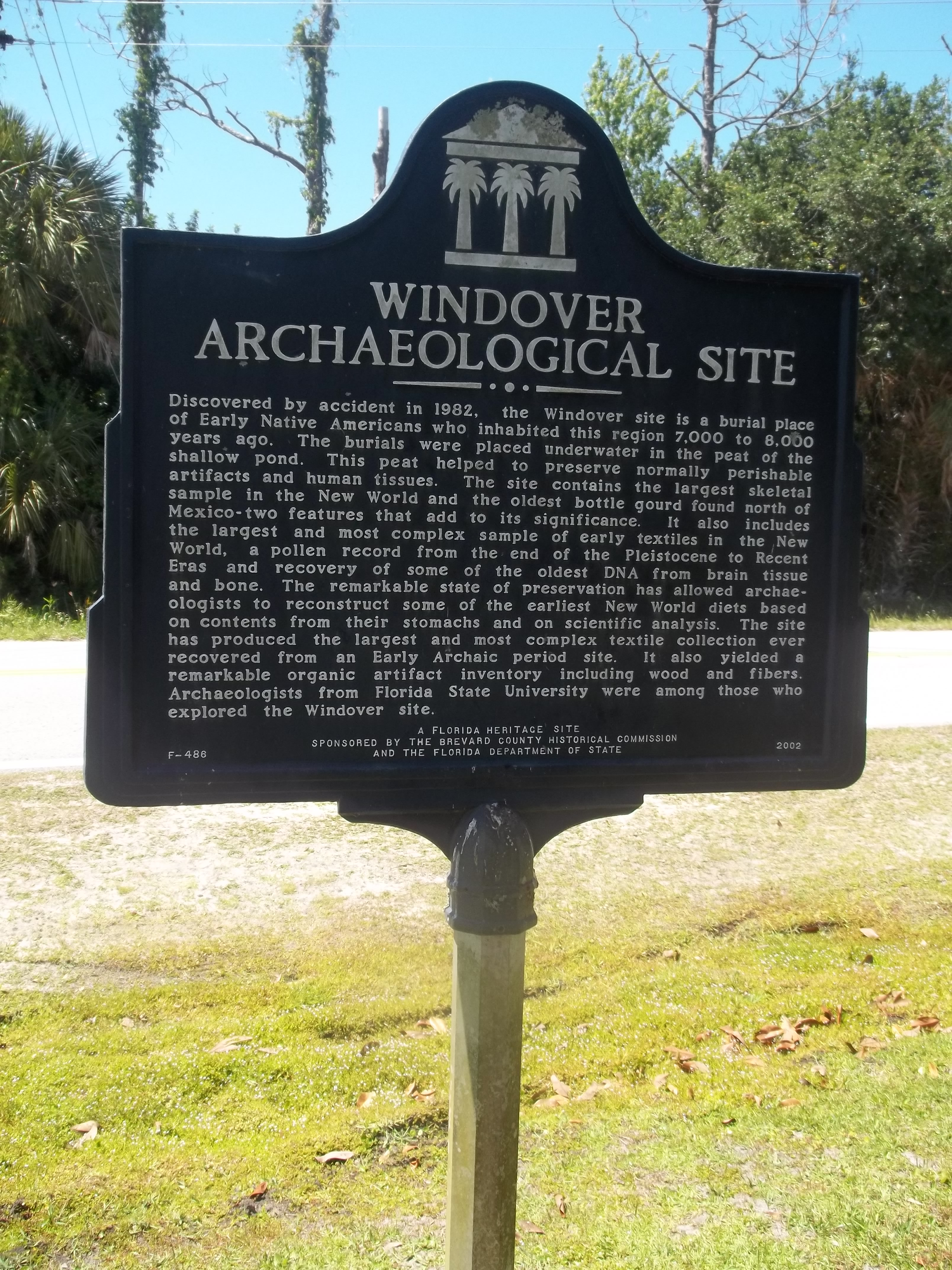
Panneau d'information sur le site

Le site est découvert en 1982, au début des travaux de construction d’une route traversant l’étang, dans un nouveau complexe résidentiel, Windover Farms. Un opérateur de tractopelle remarque plusieurs crânes dans le seau de sa machine. Le shérif et le médecin légiste déterminent que les sépultures ne sont pas récentes. L'expert médico-légal local pense à l'origine qu'il est en train d'examiner des restes modernes de race blanche,.
Les promoteurs, Jack Eckerd et Jim Swann, arrêtent la construction et font appel à des archéologues. La datation au radiocarbone de deux os extraits de l'étang par la tractopelle, à la charge des promoteurs, révèle des dates de 7 210 ans et de 7 320 ans avant le présent, établissant ainsi l'importance de la découverte. Les promoteurs modifient leurs plans globaux afin de préserver l'étang intact et font don de 60 000 dollars d'équipement de pompage pour drainer l'étang en vue de son excavation,.
L’État approuve le financement de l’excavation de l’étang en 1984. Les os sont enterrés à 6 pieds (2 m) ou plus profondément sous la surface de la tourbe au fond de l’étang, sous 3 à 10 pieds (3,048 m) d'eau. Les chercheurs utilisent un réseau de 160 puits autour de l'étang pour abaisser suffisamment la nappe phréatique pour permettre l'excavation de la tourbe. Les travailleurs utilisent des pelles et des outils à main pour retirer la tourbe jusqu'à ce que le niveau d'inhumation soit atteint. L'un des principaux archéologues compare l'excavation de la tourbe à la tentative de creuser une mousse au chocolat sous l'eau. La moitié seulement de l'étang est creusée, le reste restant intact pour une enquête ultérieure,,.

## Restes humains
Les restes trouvés incluent des os d'hommes et de femmes de tous âges, allant de nourrissons jusqu'à environ 60 ans, pour un total de 168 individus. La taille moyenne des hommes adultes était de 5 pieds (1,524 mètres). Les enfants constituent environ la moitié des restes. Les squelettes montrent les effets de la maladie et des plaies cicatrisées, ce qui permet des études médico-légales. De nombreux os d'enfants présentent une croissance interrompue, peut-être due à une maladie grave ou à la malnutrition. L'ostéoporose est évidente chez les femmes plus âgées. Les adultes des deux sexes présentent une incidence élevée d'arthrose, un autre problème persistant pour l'homme. Certains squelettes présentent des blessures résultant d'un conflit, probablement la cause de la mort. Le bassin d'un homme est doté d'une pointe en os. D'autres ont de graves fractures du crâne,,.
Les enfants et les adolescents sont enterrés avec plus d'objets funéraires que les adultes, ce qui témoigne de la grande valeur accordée aux enfants. Parmi les squelettes, l'un des hommes, d'environ 15 ans, est atteint de spina bifida. Tous ses os sont trouvés fragiles. Un de ses pieds a disparu et le moignon de sa jambe est guéri. Comme l'indique l'état de sa colonne vertébrale, il est presque certainement paralysé jusqu'à la taille. Cette découverte est importante pour évaluer l'engagement de la société à assurer sa survie pendant 15 ans dans une communauté de chasseurs-cueilleurs,.
Bien que certains des restes soient mélangés, environ 100 sépultures non touchées sont découvertes avec des os parfaitement articulés, à peu près dans la position et la relation correctes dans le corps. La plupart sont enterrés dans une position fléchie, sur le côté gauche et la tête vers l'ouest. Les corps sont retenus dans les tombes par des piquets tranchants. Ils sont enterrés par groupes, en cinq ou six épisodes de courte durée, répartis sur un millier d'années. Trente-sept des tombes contiennent des étoffes tissées démontrant une technique de tissage relativement complexe et indiquant que les corps sont enveloppés pour l'inhumation,,.
À la fin de 1984, les archéologues découvrent que le tissu cérébral a survécu dans de nombreux crânes. Des morceaux de matière grasse et brunâtre sont trouvés dans plusieurs crânes lorsqu’ils sont ouverts pour examen. Les chercheurs, soupçonnant qu'il s'agit d'un tissu cérébral, envoient les crânes intacts pour qu'ils soient radiographiés, par tomodensitométrie et par imagerie par résonance magnétique (IRM), lesquels montrent des structures cérébrales reconnaissables. De plus, les structures cellulaires sont observées au microscope. Au moins 90 des corps retrouvés ont un tissu cérébral qui a survécu, en raison des effets conservateurs de la tourbe. L'état de conservation des tissus cérébraux permet de déterminer que les corps ont été enterrés dans la tourbe dans les 24 à 48 heures suivant le décès. Cette préservation permet aux chercheurs de séquencer l’ADN des cerveaux,. Celui-ci indique une origine asiatique, similaire à celle des quatre autres haplotypes majeurs des Amérindiens, et un haplogroupe relativement rare, X. L’ADN indique également qu’une famille utilisait ce lieu de sépulture depuis plus d’un siècle.
Des contenus intestinaux sont trouvés avec de nombreuses sépultures. Ceux-ci comprennent des graines de raisins sauvages, de baies de sureau et de figues de Barbarie, souvent en grande quantité. Les dents de la population sont usées très tôt dans la vie, probablement à cause du sable contenu dans la nourriture, mais peu d'entre eux ont des caries.

## Artefacts
De nombreux artefacts déposés sur les corps sont également conservés. Les archéologues de ce site ont pu récupérer un total de 86 pièces de tissu provenant de 37 tombes. Celles-ci comprennent sept tissus différents, qui semblent avoir été utilisés pour la confection de vêtements, de sacs, de tapis et éventuellement de couvertures et de ponchos. De nombreux autres artefacts, tels que des atlatls et des pointes de projectiles, sont également trouvés à Windover. Les occupants de Windover chassent les animaux, pêchent et cueillent des plantes. Ils utilisent des bocaux pour le stockage, qui constituent la preuve la plus ancienne de stockage en conteneur de légumes découverte en Amérique du Nord. Les os d'animaux et les coquillages trouvés dans les tombes indiquent que les gens mangeaient des cerfs de Virginie, des ratons laveurs, des opossums, des oiseaux, des poissons et des fruits de mer.

## Enterrements sous-marins
Windover est l'un des nombreux sites de la période archaïque en Floride, avec des sépultures sous-marines dans la tourbe. Des sépultures similaires ont lieu à Little Salt Spring (en) il y a 5 200 à 6 800 ans, à Bay West (dans le comté de Collier) il y a 5 940 à 6 840 ans et à Republic Grove (dans le comté de Hardee) il y a 5 960 à 6 470 ans. Un site actuellement de 21 pieds (6,4008 m) sous la surface du golfe du Mexique, près de Venice, en Floride, le site Manasota Key Offshore (en), est découvert en 2016. Il a plusieurs sépultures dans plusieurs domaines. Le lieu de sépulture est un bassin de tourbe d'eau douce au moment des sépultures, il y a 7 200 ans.
À Windover, des piquets sont enfoncés à travers les tissus enveloppant les corps. Des piquets similaires sont trouvés lors d'inhumations à Bay West, Republic Grove et Manasota Key Offshore. Ils pourraient avoir été utilisés pour aider à maintenir les corps sous l'eau. Il y a aussi des sépultures (bien que pas dans de la tourbe) dans le gouffre à Warm Mineral Springs, qui remontent à 12 000 ans. Robin Brown note à propos de ces enterrements sous-marins que de nombreux groupes amérindiens ont une tradition selon laquelle les esprits des morts sont bloqués par l'eau. Il y a tout juste 1 500 à 2 000 ans, des os regroupés et écharnés sont stockés sur une plate-forme en bois située au milieu d'un étang à Fort Center (en),,,.

## Importance
Windover Pond fait partie des nombreux sites de la Floride mis au jour depuis 1970 et qui ont conduit à une réévaluation majeure de la période archaïque en Floride. Jerald T. Milanich déclare que Windover a fourni des informations sans précédent et dramatiques sur les premiers peuples archaïques de la Floride et que le site de Windover pourrait être l'un des sites archéologiques les plus importants jamais découverts. Le site a été désigné monument historique national en 1987 en reconnaissance de son importance.

## Lectures complémentaires
- Tuross, Noreen et al. "La subsistance dans l'archaïque de la Floride: l'isotope stable et les preuves archéobotaniques du site Windover ". Antiquité américaine 59.2 (1994): 288-303.
- Wentz, Rachel. "La vie et la mort à Windover: Les fouilles d'un cimetière d'étang vieux de 7 000 ans". 2012.